# شهرستان تالیتسکی
شهرستان تالیتسکی (به لاتین: Talitsky District) یک شهرستان در روسیه است که در استان سوردلوفسک واقع شده‌است.